# Rutas regionales de Chile
Las Rutas regionales de Chile están formadas por el conjunto de las carreteras que conectan pueblos y ciudades pequeñas del país, teniendo un rango menor que la ruta nacional. Un claro ejemplo de estas carreteras, es la ruta F-90 que es parte de la Red Vial Litoral Central, y que discurre de la ruta 68 (autopista Valparaíso-Santiago), para finalizar en otra carretera regional, la ruta F-94, y esta a su vez finaliza en la ruta 78 (autopista San Antonio-Santiago).

## Clasificación de rutas regionales

### Rutas regionales principales
Es toda ruta que es importante para una región, considerada como tal por el Ministerio de Obras Públicas. Su denominación lleva generalmente una letra acompañada de dos números.

### Rutas regionales secundarias
Es aquella ruta que no es de mucha relevancia para una región, ya que sólo conecta aldeas y pueblos. Su denominación lleva generalmente una letra acompañada de tres números.

## Numeración

Placa de identificación vial de la ruta A-27 en la Región de Arica y Parinacota

- En la numeración, las rutas regionales primarias se enumeran de acuerdo a su ubicación considerando el rango de números entre el 10 y el 99. Si se está al oeste de la ruta 5 Panamericana, el rol se opta por un número par. Al contrario, su numeración será de un número impar. Estos llevarán una letra que lo identifique con la provincia o región en que se encuentra. Si en dos provincias adyecentes se juzga conveniente declarar ruta primaria o principal a una misma carretera que las atraviesa, esta ruta conservará el mismo número, mientras no cruce la ruta 5 Panamericana. Este número estará precedido por la letra correspondiente a la provincia por la cual se desarrolla y seguido de la letra correspondiente a la provincia a que se dirige. Al pasar a la provincia vecina se conserva el número y se intercambian el orden de las letras (por ejemplo: un camino regional entre Arauco y Malleco se numerará P-60-R en Arauco y R-60-P en Malleco).
- Las rutas regionales secundarias se numerarán en cada provincia con los números comprendidos entre 100 y 999, ambos inclusive, anteponiendo la letra correspondiente a la provincia. De preferencia, se escogen los números menores al norte y los números mayores al sur del país. Las que cruzan a una provincia vecina, deberán cambiar de número en el límite provincial. No obstante lo anterior, el número que le corresponde al camino estará precedido por la letra correspondiente a la provincia por la cual se desarrolla y seguido de la letra correspondiente a la provincia a que se dirige. Como ejemplo: un camino regional de Talca y que cruza a la de Curicó podía ser K-340-J dentro de la Provincia de Talca.[1]

| Región                                  | Letra de rol (por región)                                                                                          |
| --------------------------------------- | --- |
| Arica y Parinacota                      | A |
| Tarapacá                                | A |
| Antofagasta                             | B |
| Atacama                                 | C |
| Coquimbo                                | D |
| Valparaíso                              | E (Petorca, Los Andes y San Felipe), F (Quillota, Marga Marga y Valparaíso), G (San Antonio), IPA (Isla de Pascua) |
| Metropolitana de Santiago               | G |
| Lib. Gral. Bernardo O'Higgins           | H (Cachapoal), I (Cardenal Caro y Colchagua)                                                                       |
| Maule                                   | J (Curicó), K (Talca), L (Linares), M (Cauquenes)                                                                  |
| Ñuble                                   | N |
| Biobío                                  | O (Concepción), P (Arauco), Q (Biobío)                                                                             |
| Araucanía                               | R (Malleco), S (Cautín)                                                                                            |
| Los Ríos                                | T |
| Los Lagos                               | U (Osorno), V (Llanquihue), W (Chiloé y Palena)                                                                    |
| Aisén del Gral. Carlos Ibáñez del Campo | X |
| Magallanes y de la Antártica Chilena    | Y |